# ФК Кристъл Палас
ФК Кристъл Палас (на английски: Crystal Palace Football Club) е английски футболен отбор от град Лондон. Създаден е на 10 септември 1905 г. от работници на Кристалната палата. Тимът играе домакинските си мачове на стадион Селхърст Парк от 1924 г. насам. Най-успешният период на отбора започва през сезон 1988 – 89 г. Тогава Палас печелят плейофите във Втора английска дивизия и получават промоция в най-високото ниво на футбола в Англия. През 1990 г. отборът играе финал за ФА Къп, но губи в преиграването от Манчестър Юнайтед. През 2016 г. отново достига до финал за ФА Къп, където губи отново от Манчестър Юнайтед с 1:2, след продължения (в редовното време 1:1). През сезон 1990 – 91 г. Кристъл Палас завършват трети в Първа английска дивизия. Клубът е един от основателите на Премиършип през 1992 – 93 г., но през този сезон отбора изпада от нея. През юли 2000 г. тимът почти банкрутира. През сезон 2004 – 05 отново се завръща в Премиършип, но изпада същия сезон. От януари 2010 г. отборът е във финансова администрация поради което му бяха отнети 10 точки от актива.
През 2025 година Кристъл Палас печели ФА Къп за пръв път в своята история, побеждавайки на финала отбора на Манчестър Сити с 1:0. Победния гол отбелязва Еберечи Езе в 16-та минута на двубоя.

## История
Футболен клуб Кристъл Палас е създаден на 10 септември 1905 г., от работници на Кристалната палата и от начало играе своите мачове в първенството на нейните терени. Клубът се присъединява към Южната Втора дивизия и в дебютния си сезон печели промоция в Първа дивизия, коронован като шампион. Хенри Колклоу е първият футболист на клуба записал участие за Англия, срещу Уелс в Кардиф на 16 март 1914.
Избухването на Първата световна война води до изземане на Кристалната палата от адмиралството и клубът е принуден да се премести на терените на ФК Южен Норууд (Хърни Хил). Три години по-късно отбора отново се мести поради сливане с Croydon Common FC. Клубът се присъединява в Трета английска дивизия през сезон 1920 – 21, завършвайки на първо място и получва промоция за Втора английска дивизия. През 1924 г. отборът се мести на специално построения за тази цел стадион Селхърст Парк, където играе своите мачове и до днес. Първичт мач на новооткрития терен е срещу ФК Шефилд Уензди. Палас играят пред близо 25 000 хиляди души и губят с 0 – 1. Клубът завършва на 21 място през този сезон и изпада в Трета английска дивизия Юг, където остава до 1957 – 58, когато завършва в долната половина и е изпратен в новосформираната Четвърта английска дивизия. През 1960 – 61 Кристъл Палас се издига от най-ниското ниво на английския футбол и това се оказва повратен момент в историята му. През сезон 1963 – 64 отобрът се завръща във Втора английска дивизия, а през 1968 – 69 в Първа.
Въпреки че оцелява през годините от 1969 до 1972, клубът отоново изпитва големи разочарования, след като изпада в два последователни сезона и през 1974 – 75 Палас играят в третото ниво на английския футбол. Това обаче се оказва краткотрайно, тъй като през 1976 – 77 и 1978 – 79 печелят промоции и се завръщат обратно във Първа английска дивизия. Ерата на новия собственик на отбора Рон Ноудс, започва с разочарование и отбора изпада от лигата през 1980. Орлите оставт там до 1988 – 89 когато печелят плейофите и се завръщат Първа дивизия. Също така през 1990 г. тимът достига до финал на ФА Къп, но губи след преиграване срещу Манчестър Юнайтед. Кристал Палас затвърждава успехите от предишния сезон и през 1990 – 91 постига най-доброто си класиране в лигата – трето място. Освен това се завъщат на Уембли за да спечелят Фул Мембърс Къп. Те побеждават Евертън с 4 – 1. Това остава единствената спечелена купа. Следващия сезон е по-слаб и отбора завършва десети. Това обаче му позволява да стане един от създателите на Премиършип през 1992 – 93.
Сезонът обаче е помрачен от скандали след като собственикат на Палас прави пренебрежителен коментар за трудовата етика на черните играчи в отбора, въпреки че той отрича това и насточва, че коментарите му са извадени от контекста. Скандалът води до напускане на няколко чернокожи играчи като Марк Брайт (играч на сезона за 1989 – 90). Последва изпадане на клуба. През следващия сезон отобра отново се завръща в елита. Но мениджърът Стив Копъл подава оставка. Помощникът му Алън Смит поема отбора, но той не успява да го запази в Премиършип. В един интересен развой на събитията Стив Копъл се връща начело след като Алън Смит е уволнен. Въпреки това Копъл не успява да върне отбора във Висшата лига от пръв път. Палас губят плейофите от Лестър в добавеното време. През следващия сезон обаче се справя успешно и връща отбора в елита. Въпреки това отбора затвърждава впечатленията на отбор „асансьор“ и отново изпада и играе в Първа дивизия през сезон 1998 – 99. Тогава започват тревожни времена за Палас. Клубът изпада във финансова администрация, тъй като собственикът Марк Голдбърг не е в състояние да осигур финансова подкрепа. Предприемачът Саймън Джордан поема финансирането на тима. Но и той не е в състояние да постави здрава финансова основа за отбора и той изпада в администрация за втори път през януари 2010. За сега бъдещето на клуба остава неясно.
На 1 март 2010 г. мениджърът Нийл Уорнък напуска отбора за да поеме Куинс Парк Рейнджърс, с контракт за три и половина години. На поста го заменя Пол Харт. Той дебютира с успех на Селхърст парк срещу Шефилд Юнайтед с 1 – 0, гол за клуба бележи Алън Лий.

## Състав

### Настоящ състав
Към 10 август 2025 г.

## Успехи
- ФА Къп
  - Шампион (1): 2025
  - Финалист (2): 1990, 2016
  - Полуфиналист (2): 1976, 1995
- Къмюнити Шийлд
  - Шампион (1): 2025
- Купа на лигата
  - Полуфиналист (3): 1993, 1995, 2001
- Втора английска дивизия/Дивизия едно/Чемпиъншип
  - Шампион (2): 1979, 1994
  - Вицешампион (1): 1969
  - Победител в плейофите (4): 1989, 1997, 2004, 2013
- Трета английска дивизия
  - Шампион (1): 1921 (Юг)
  - Вицешампион (4): 1929 (Юг), 1931 (Юг), 1939 (Юг), 1964
- Четвърта английска дивизия
  - Вицешампион (1): 1961
- Фул Мембърс Къп
  - Носител (1): 1991

## Клубни рекорди
- Най-голяма победа в първенството: 9 – 0 срещу АФК Бароу, Четвърта английска дивизия, 10 октомври 1959
- Най-голяма победа за купа: 8 – 0 срещу Саутенд Юнайтед, Купа на лигата, 25 септември 1989
- Най-голямо поражение в първенство: 0 – 9 срещу ФК Ливърпул, Първа английска дивизия, 12 септември 1989
- Най-голямо поражение за купа: 0 – 9 срещу ФК Бърнли, ФА Къп, 10 февруари 1909
- Най-дълъг период без загуба: 18 мача, Февруари 1968 в старата Втора английска дивизия (сега Чемпиъншип) – октомври 1968
- Футболист с най-много голове за сезон: Питър Симпсън, 46, Трета английска дивизия Юг, 1930/31
- Футболист с най-много голове (общо): Питър Симпсън, 153, 1930 – 1936
- Най-бърз Хеттрик (Първенство): Дуги Фрийдман, 11 минути срещу Гримзби Таун, на Селхърст Парк (Първа английска дивизия, 5 март 1996)
- Най-бърз Хеттрик (Купа): Дани Бътърфийлд, 6 минути, 48 секунди срещу ФК Улвърхамптън Уондърърс, на Селхърст Парк (ФА Къп – Четвърти кръг, 2 февруари 2010)
- Най-млад играч: Джон Босток, 15 години и 287 дни, дебют срещу ФК Уотфорд, на Селхърст Парк (Чемпиъншип, 29 октомври 2007)
- Най-скъпо продаден играч: Андрю Джонсън за £8 600 000 от Евертън, Май 2006
- Най-скъпо закупен играч: Валериен Исмаел за £2 750 000 от РК Страсбург, Януари 1998
- Рекордна посещаемост: 51 482 срещу ФК Бърнли, Втора английска дивизия, 11 май 1979

## Футболисти

### Играч на годината (1972 – 2009)
| Година | Победител      |
| ------ | -------------- |
| 1972   | Джон МакКормик |
| 1973   | Тони Тейлър    |
| 1974   | Питър Тейлър   |
| 1975   | Дерек Джефрис  |
| 1976   | Питър Тейлър   |
| 1977   | Кени Сенсъм    |
| 1978   | Джим Кенън     |
| 1979   | Кени Сенсъм    |
| 1980   | Пол Хайншелууд |
| 1981   | Пол Хайншелууд |
| 1982   | Пол Барън      |
| 1983   | Джери Мърфи    |
| 1984   | Били Гилбърт   |
| 1985   | Джим Кенън     |
| 1986   | Джордж Ууд     |

| Година | Победител      |
| ------ | -------------- |
| 1987   | Джим Кенън     |
| 1988   | Джиуф Томас    |
| 1989   | Иън Райт       |
| 1990   | Марк Брайт     |
| 1991   | Джиуф Томас    |
| 1992   | Еди МакГолдрик |
| 1993   | Анди Торн      |
| 1994   | Крис Колмън    |
| 1995   | Ричард Шау     |
| 1996   | Анди Робъртс   |
| 1997   | Дейвид Хопкин  |
| 1998   | Марк Едуорти   |
| 1999   | Хейдън Мълинс  |
| 2000   | Andy Linighan  |
| 2001   | Фан Джию       |

| Година | Победител      |
| ------ | -------------- |
| 2002   | Дъги Фрийдман  |
| 2003   | Хейдън Мълинс  |
| 2004   | Андрю Джонсън  |
| 2005   | Андрю Джонсън  |
| 2006   | Емерсън Бойс   |
| 2007   | Лиън Корт      |
| 2008   | Жулиан Сперони |
| 2009   | Жулиан Сперони |
| 2010   | Жулиан Сперони |
| 2011   | Натаниъл Клайн |
| 2012   | Джонатан Пар   |

### Известни бивши футболисти
- Алан Пардю
- Андрю Джонсън
- Атилио Ломбардо
- Гарет Саутгейт
- Джим Кенън
- Емерсън Бойс
- Иън Райт
- Крис Колмън
- Найджъл Мартин
- Питър Симпсън
- Уейн Раутлидж
- Хейдън Мълинс

### Български футболисти
- Александър Тунчев: 2011 (наем) – (9 мача – 0 гола)

## Съперничества
Кристъл Палас има редица съперничества като най-известните от тях са тези с ФК Брайтън енд Хоув Албиън и Милуол.

### ФК Брайтън енд Хоув Албиън
Палас и Брайтън се намират на 40 мили разстояние един от друг. Съперничеството на двата отбора започва през 1974 г. когато Палас изпадат в Трета дивизия. Клубовете са с най-много последователи в дивизията, а отношенията между Кройдън и Брайтън са добри и много фенове проявяват желание да пътуват за гостуванията. Съперничеството между двата отбора достига врънхата си точка през 1976 г., когато жребият ги среща в първия кръг на ФА Къп. Първият мач се провежда на 20 ноември на Голдстоун Граунд. Резервата Рашид Харкук изравнява резултата и води мача до преиграване след резултат 2 – 2. Преиграването на Селхърст Парк завършва 1 – 1, гол за Палас отново отбелязва Рашид Харкук. Решителният мач се провежда на Стамфорд Бридж. Срещата завършва 1 – 0 за Палас с гол на Фил Холдър, но след спорно изпусната дузпа от Брайън Хортън. Той бележи при първия опит, но съдията нарежда дузпата да бъде повторена. Феновете на Брайтън и мениджърът Алън Мълари остават в недоумение, когато виждат феновете на Кристъл Палас да тържествуват. Алън Мълари разваля репутацията на феновете на Палас. Акт, който няма да бъде забравен от феновете от онова време, и назначението му за мениджър след няколко години е много изненадващо. Двата тима не се срещат в лигата между 1988 г. и 2002 г. което води до затишие на съперничеството и феновете на Палас насочват вниманието към съседите от Милуол през 90-те. Въпреки това при завръщането си във втория ешелон Брайтън губят от Кристъл Палас с 5 – 0 в запомнящ се мач, където звездата на отбора Анди Джонсън вкарва хеттрик.

### Милуол
Като най-близко разположен до Палас професионален клуб (6 мили), Милуол също е обект на дългогодишно съперничество. Намирайки се в непосредствена близост много играчи често се движат между двата отбора. Примери за това са Крис Армстронг, Анди Робъртс, Рики Нюман и Матю Лоурънс.
Също така има и някои вражди между всички клубове базирани в Лондон. Феновете на Чарлтън виждат като най-голям свой съперник Палас, но това не е реципрочно.